# Bob Barr

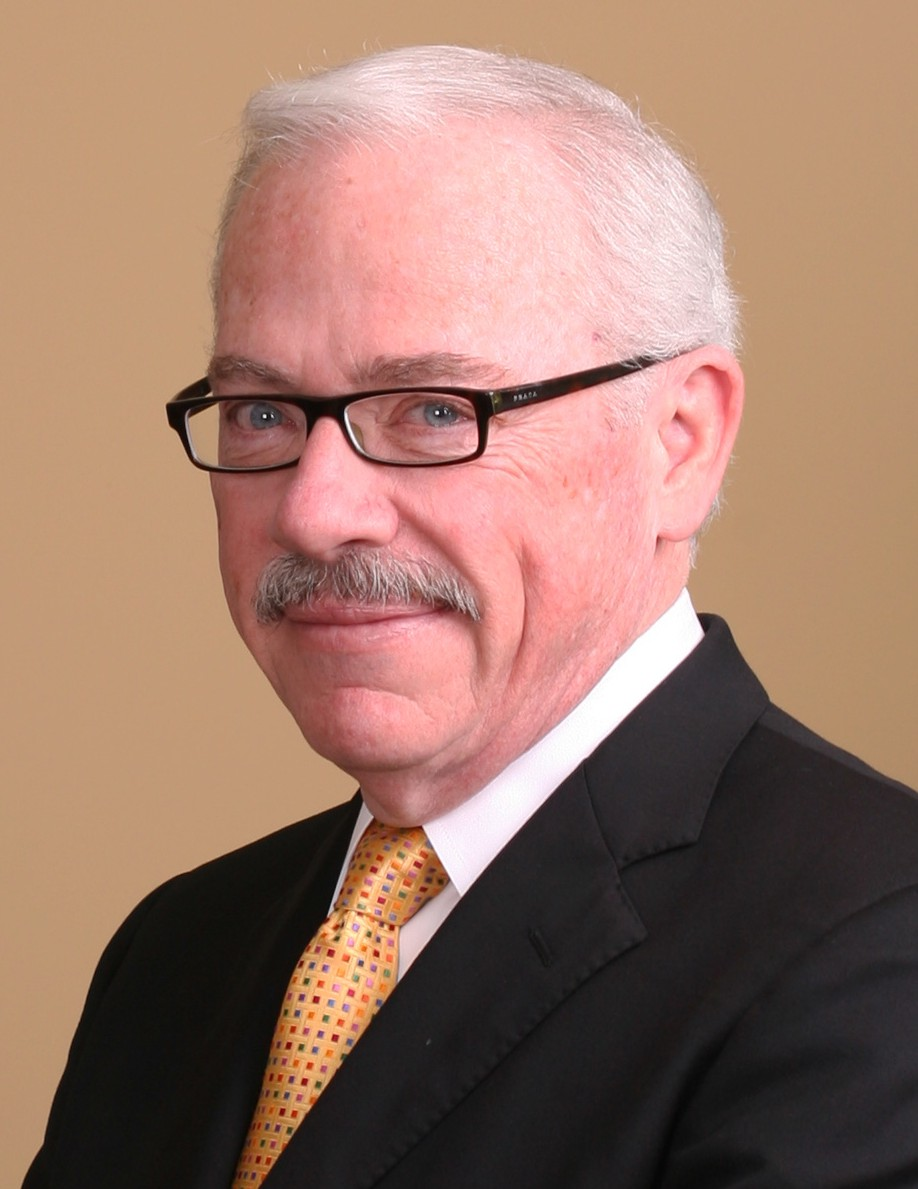
Bob Barr

Robert Laurence „Bob“ Barr Jr. (* 5. November 1948 in Iowa City, Iowa) ist ein US-amerikanischer Rechtsanwalt, Radiomoderator und Politiker.

## Berufliche Karriere
Von 1971 bis 1978 arbeitete Barr als Berater für den Geheimdienst CIA. Nach seinem Ausscheiden aus der CIA ging Barr nach Georgia und praktizierte als Anwalt. 1986 wurde er von US-Präsident Ronald Reagan als Nachfolger von Stephen S. Cowen zum Bundesstaatsanwalt für den nördlichen Distrikt von Georgia ernannt, wo er bis 1990 seinen Dienst verrichtete. Von 1990 bis 1991 war er Präsident der Southeastern Legal Foundation. Barr hat ebenfalls journalistisch gearbeitet, unter anderem als Kolumnist für Atlanta Journal-Constitution.
Barr moderiert die von Radio America produzierte Sendung Bob Barr’s Laws of the Universe.

## Privat
Barr ist mit Jeri Barr (geborene Dobbin) verheiratet. Das Ehepaar hat vier Kinder und sechs Enkel. Sie leben in Smyrna im US-Bundesstaat Georgia.

## Der Bruch mit der Republikanischen Partei
Von 1995 bis 2003 vertrat Barr als Abgeordneter für die Republikanische Partei den 7. Wahldistrikt Georgias im Repräsentantenhaus der Vereinigten Staaten. Von der American Conservative Union wurde das Abstimmungsverhalten von Barr im Kongress mit dem Wert 98 – bei einem Maximalwert von 100 – eingestuft, was ihn als äußerst konservativen Abgeordneten ausweist. Barr brach mit der Republikanischen Partei nach dem 11. September 2001 aus Protest gegen eine aus seiner Sicht wachsende Zahl von Attacken auf die bürgerlichen Freiheiten in den USA. Barr stimmte allerdings dem Patriot Act 2001 zu, was er später bedauerte. Im Jahr 2006 wurde er Mitglied der Libertarian Party. Bereits im Jahr 2004 hatte Barr allerdings schon den damaligen Präsidentschaftskandidaten der Libertarian Party, Michael Badnarik, offiziell unterstützt. Auffällig ist aber die Abwesenheit eines deutlichen Hinweises auf die L.P. auf der Website der Kampagne für Barr. David Nolan, der Mitgründer der Partei, wirft Barr vor, das „L-Wort“ so weit wie möglich zu vermeiden. Barrs herausgehobene Funktion für die Libertarian Party entbehrt auch nicht einer gewissen Pikanterie, denn noch im Jahr 2002 hatte die L.P. Barr als „schlimmsten Drogenkrieger im Kongress“ bezeichnet.

## Präsidentschaftskandidatur 2008
Barr war der Kandidat der Libertarian Party für die Präsidentschaftswahl 2008 und wurde auf dem Nominierungsparteitag der Partei am 25. Mai 2008 in Denver gewählt. Er setzte sich im sechsten Wahlgang gegen seine Gegenkandidatin Mary Ruwart mit 324 zu 276 Stimmen durch. Als Vizepräsidentschaftskandidat entschied sich die Partei nach einer Empfehlung von Barr für Wayne Allyn Root, der sich auch um die Präsidentschaftskandidatur bemüht hatte. Seinen Wahlkampf stellte er unter das Motto „Liberty for America“. In 45 Staaten schaffte er es, auf dem Wahlzettel zu erscheinen.
Barrs Bewerbung um die Präsidentschaftskandidatur der Libertarian Party stieß auf erheblichen Widerstand des radikalen Flügels der Partei. Vor dem Parteitag wurde sogar eine gefälschte Presseerklärung lanciert, die behauptete, dass Barr, Root und ihre Verbündeten die L.P. in „New Republican Party“ umbenennen wollten. Nach Barrs Nominierung erklärte der Parteivorsitzende Bill Redpath, dass er sehr überrascht und sehr enttäuscht wäre, wenn das libertäre Kandidatenpaar nicht das beste Ergebnis – prozentual und nach der Gesamtzahl der Stimmen – aller Zeiten erzielen würde. Dies hätte bedeutet, dass das libertäre Ticket mehr als die 1,1 % von Ed Clark und David Koch aus dem Jahr 1980 hätte erzielen müssen. Meinungsumfragen vor der Präsidentschaftswahl ergaben, dass der typische Barr-Wähler weiß, männlich, zwischen 30 und 44 Jahre alt ist und sich selbst als „moderat“ oder „konservativ“ einstuft. Darüber, dass seine Kandidatur sich möglicherweise negativ für John McCain in umkämpften Staaten auswirken könnte, war Barr nach eigenen Angaben nicht besorgt. Barr greift in dieser Aussage den Umstand auf, dass er eher Anhänger im republikanischen als im demokratischen Lager findet und er somit bei knappen Wahlausgängen den „Spielverderber“ für McCain spielen könnte.
Bei der Wahl konnte Barr das vom Parteivorsitzenden erwartete Ergebnis nicht erzielen. Mit 523.686 Stimmen und einem Anteil von 0,4 Prozent belegte er sogar nur den vierten Platz, noch hinter dem unabhängigen Kandidaten Ralph Nader.

## Positionen

### Außenpolitik

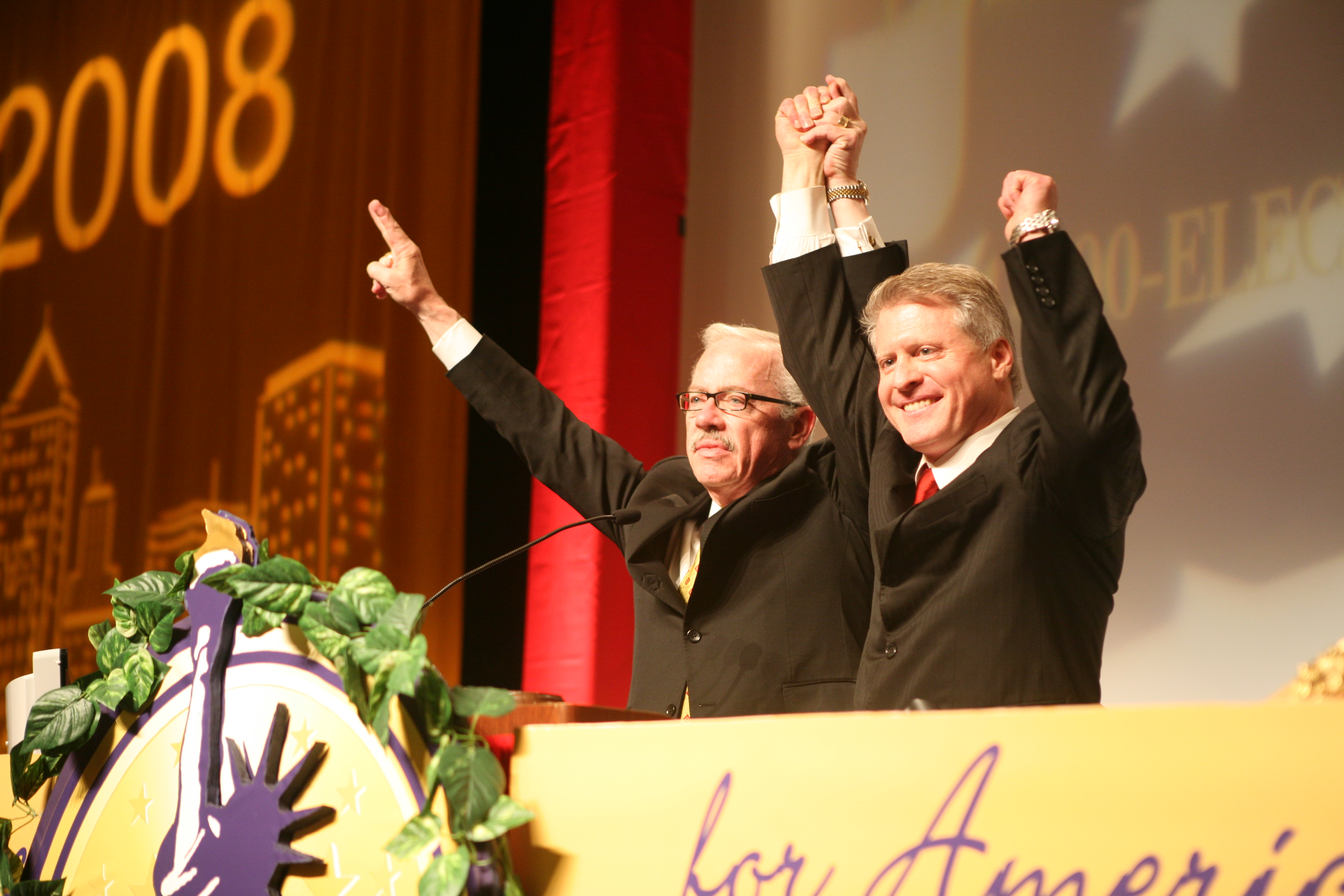
Bob Barr mit seinem running mate Wayne Allyn Root beim Nominierungsparteitag in Denver

Außenpolitisch orientiert sich Barr am Grundsatz der „Nicht-Intervention“ und dem Respekt für die Souveränität anderer Nationen. Barr betont, dass die USA nicht der Weltpolizist sein sollten, und lehnt Nationenbildung (nation-building) ab. Während seines Wahlkampfes bezeichnete er die Aussicht auf eine kriegerische Aktion gegen den Iran als „unnötig, kontraproduktiv, kostspielig und gefährlich“. Barr unterstützt einen Abzug der amerikanischen Truppen aus dem Irak, der „ohne unangemessene Verzögerung“ durchgeführt werden solle. Die Verkündigung eines Zeitplanes für einen derartigen Rückzug lehnt Barr allerdings ab. Dies würde nur ein „Narr“ tun. Barr hatte als Kongressabgeordneter allerdings der Resolution vom 10. Oktober 2002, die den Einsatz von militärischer Gewalt gegen den Irak legitimiert, zugestimmt. Barr verwies später darauf, dass die Resolution nur eine spezifische militärische Aktion autorisiert habe und nicht etwa eine jahrelange Besatzung mit Kosten, die Hunderte von Milliarden Dollar ausmachen würden. Außerdem sei die von der Regierung gelieferte Begründung für den Krieg falsch gewesen. „Globale Erwärmung“ wird von Barr als „erwiesene Tatsache“ bezeichnet, allerdings will er sich hinsichtlich der Ursachen einer solchen Erwärmung nicht festlegen. Das Kyoto-Protokoll wurde und wird von Barr abgelehnt. Die außenpolitischen Vorstellungen des republikanischen Tickets McCain/Palin werden von Barr als Fortsetzung der aus seiner Sicht falschen Politik der Regierung von Präsident Bush angesehen. Barr wirft Senator McCain in einer Presseerklärung im September 2008 vor, dass er im Umgang mit Russland „sogar noch aggressiver“ als die Regierung Bush gewesen sei.

### Innenpolitik
Besondere Wertschätzung genießt Barr bei der National Rifle Association (NRA), die seine Position zu Waffenrechten mit einem A-plus bewertete, was ihn deutlich von seinen Mitkandidaten der Demokratischen und der Republikanischen Partei abhob, die erheblich schlechter bewertet wurden. Barr ist zudem Mitglied im NRA-Vorstand (Board of Directors). In der Frage der Legalität von Abtreibungen definiert sich Barr als „Pro-Life“. Die Bundesregierung solle sich aus dieser Frage heraushalten und den Bundesstaaten die Entscheidung überlassen. Dies könnte man als einen gewissen Gegensatz zur National Platform der LP vom Mai 2008 ansehen, denn dort ist von Zuständigkeiten der Bundesstaaten bei diesem Thema nicht die Rede. Die Plattform äußert zwar ein gewisses Verständnis dafür, dass bei diesem sensitiven Thema unterschiedliche Auffassungen existieren können, aber letztlich wird deutlich festgestellt, dass „die Regierung“ sich aus dieser Frage heraushalten solle. Auch beim Thema der Anerkennung von gleichgeschlechtlichen Partnerschaften betont Barr die Zuständigkeit der Staaten, diese Frage autonom zu entscheiden. Barr verspricht für den Fall seiner Wahl eine „dramatische“ Reduzierung der Ausgaben der Bundesregierung. Ausgabenkürzungen, so Barr, seien der notwendige erste Schritt vor der Einführung eines neuen Steuersystems. Von der National Taxpayer’s Union (NTU) bekam Barr für seine Steuerpläne Lob, denn diese bezeichnete ihn als den fiskalisch verantwortungsvollsten Präsidentschaftskandidaten. Die Finanzkrise im Herbst 2008 bewertete Barr nicht als „Krise des Kapitalismus“, sondern sah ihre Ursache hauptsächlich in „Fehltritten“ der Regierung.

## Unterstützer
Barr bezeichnet sich selbst als „guten Freund“ des ehemaligen republikanischen Bewerbers um eine Präsidentschaftskandidatur, Ron Paul. Ihre Ziele und Prinzipien seien, so Barr, ziemlich ähnlich. Er respektiere aber, dass Paul innerhalb der Republikanischen Partei arbeiten möchte. Im September 2008 überraschte Barr die Öffentlichkeit mit der Information, dass er Ron Paul das Angebot gemacht habe, sein „running mate“ zu werden. Für diesen Fall würde sein eigentlicher Vizepräsidentschaftskandidat zurücktreten. Paul hatte kurz zuvor seine Anhänger aufgefordert, einen der „Nicht-Establishment-Kandidaten“ zu wählen. Er selbst hatte eine Empfehlung für den Kandidaten der Republikaner, John McCain, abgelehnt. Am 22. September 2008 verkündete Paul schließlich, dass er den Kandidaten der Constitution Party, Chuck Baldwin, unterstützen werde. Barrs Wahlkampfmanager, Russ Verney, erklärte daraufhin, dass man nicht enttäuscht sei über Pauls Reaktion und er nach wie vor zuversichtlich sei, Pauls Wähler für Barr zu gewinnen. Barr selbst äußerte, dass Pauls Entscheidung ihn verblüfft habe und sie für ihn keinen Sinn habe.